# Jongopie Siaka Stevens
Jongopie Siaka Stevens (* 10. Juni 1950) ist ein sierra-leonischer Diplomat.

## Leben
Er erwarb am Cambridge College of Arts and Technology einen Bachelor-Abschluss in Elektrotechnik. Es folgte ein Diplom im Bereich elektromedizinischer Geräte und elektrischer Laborgeräte an der Technischen Universität Budapest. Er arbeitete als Ingenieur für medizinische Elektronik im Ministerium für Gesundheit und medizinische Dienste von Sierra Leone, zuletzt als leitender Chefingenieur.
Er war von 2009 bis 2018 Botschafter Sierra Leones in Deutschland mit Sitz in der sierra-leonischen Botschaft in Berlin.
Stevens hatte mit Japian Stevens einen Sohn (1996–2011), der bei einem Badeunfall am 20. Juni 2011 in Berlin starb.